# Darney-aux-Chênes
Pour les articles homonymes, voir Darney (homonymie).
Darney-aux-Chênes est une commune française située dans le département des Vosges en région Grand Est.
Ses habitants sont appelés les Darnéens.

## Géographie

### Communes limitrophes
| Rouvres-la-Chétive | Châtenois         | Longchamp-sous-Châtenois |
|                    | Darney-aux-Chênes |                          |
| Ollainville        |                   | Sandaucourt              |

### Hydrographie
La commune est située dans le bassin versant de la Meuse au sein du bassin Rhin-Meuse. Elle est drainée par le ruisseau de Bassompre,.

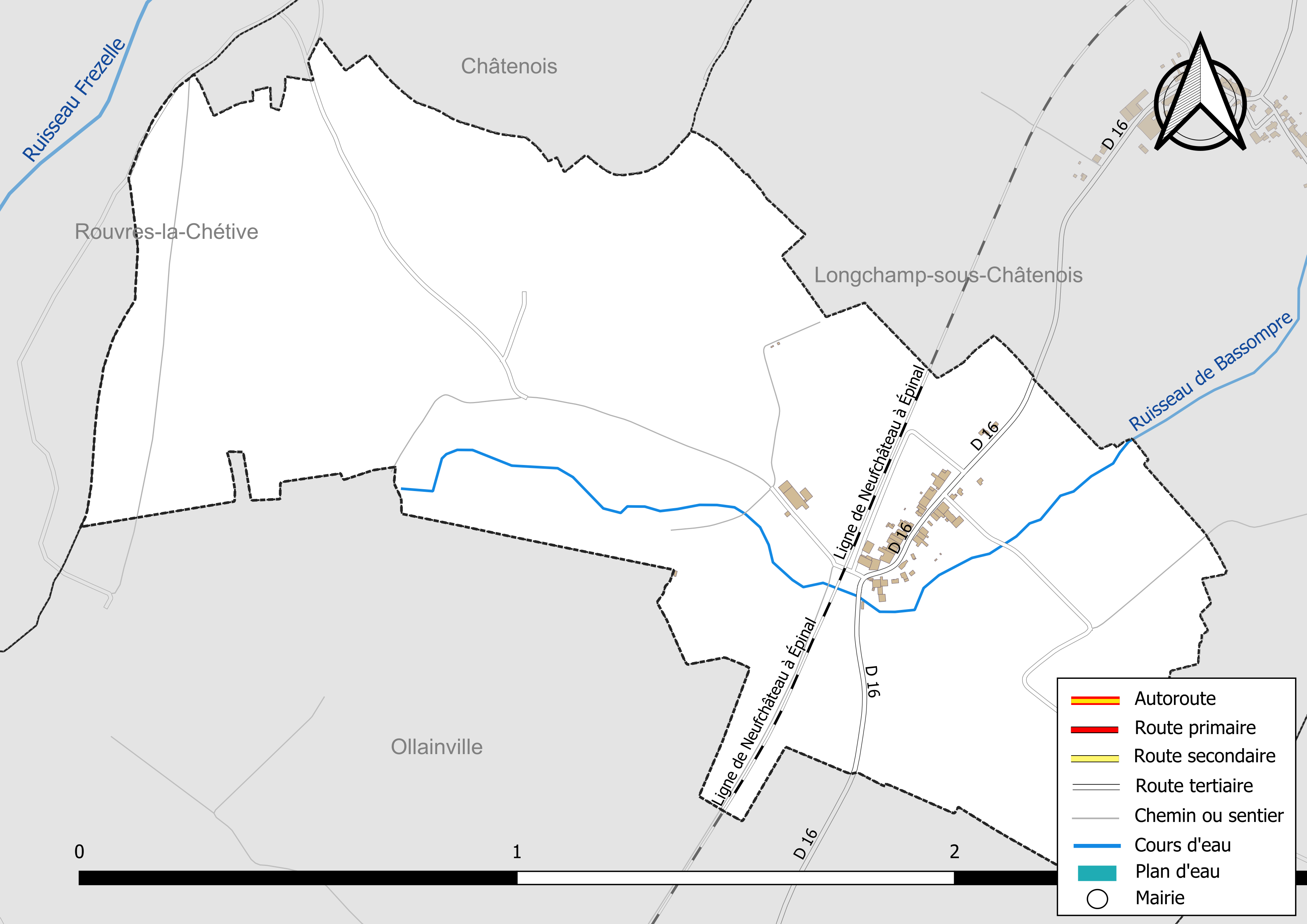
Réseaux hydrographique et routier de Darney-aux-Chênes.

La qualité des eaux de baignade et des cours d’eau peut être consultée sur un site dédié géré par les agences de l’eau et l’Agence française pour la biodiversité.

### Climat
Pour des articles plus généraux, voir Climat du Grand Est et Climat des Vosges.
En 2010, le climat de la commune est de type climat de montagne, selon une étude du Centre national de la recherche scientifique s'appuyant sur une série de données couvrant la période 1971-2000. En 2020, Météo-France publie une typologie des climats de la France métropolitaine dans laquelle la commune est exposée à un climat océanique altéré et est dans la région climatique  Lorraine, plateau de Langres, Morvan, caractérisée par un hiver rude (1,5 °C), des vents modérés et des brouillards fréquents en automne et hiver. 
Pour la période 1971-2000, la température annuelle moyenne est de 9,5 °C, avec une amplitude thermique annuelle de 16,9 °C. Le cumul annuel moyen de précipitations est de 914 mm, avec 13,4 jours de précipitations en janvier et 9,3 jours en juillet. Pour la période 1991-2020, la température moyenne annuelle observée sur la station météorologique de Météo-France la plus proche, « Rollainville », sur la commune de Rollainville à 11 km à vol d'oiseau, est de 10,3 °C et le cumul annuel moyen de précipitations est de 860,3 mm. 
La température maximale relevée sur cette station est de 39,6 °C, atteinte le 25 juillet 2019 ; la température minimale est de −18,2 °C, atteinte le 20 décembre 2009,,. 
Les paramètres climatiques de la commune ont été estimés pour le milieu du siècle (2041-2070) selon différents scénarios d'émission de gaz à effet de serre à partir des nouvelles projections climatiques de référence DRIAS-2020. Ils sont consultables sur un site dédié publié par Météo-France en novembre 2022.

## Urbanisme

### Typologie
Au 1er janvier 2024, Darney-aux-Chênes est catégorisée commune rurale à habitat dispersé, selon la nouvelle grille communale de densité à sept niveaux définie par l'Insee en 2022.
Elle est située hors unité urbaine. Par ailleurs la commune fait partie de l'aire d'attraction de Neufchâteau, dont elle est une commune de la couronne,. Cette aire, qui regroupe 72 communes, est catégorisée dans les aires de moins de 50 000 habitants,.

### Occupation des sols
L'occupation des sols de la commune, telle qu'elle ressort de la base de données européenne d’occupation biophysique des sols Corine Land Cover (CLC), est marquée par l'importance des territoires agricoles (66,9 % en 2018), une proportion identique à celle de 1990 (66,9 %). La répartition détaillée en 2018 est la suivante : 
prairies (54,4 %), forêts (33,1 %), terres arables (12,5 %). L'évolution de l’occupation des sols de la commune et de ses infrastructures peut être observée sur les différentes représentations cartographiques du territoire : la carte de Cassini (XVIIIe siècle), la carte d'état-major (1820-1866) et les cartes ou photos aériennes de l'IGN pour la période actuelle (1950 à aujourd'hui).

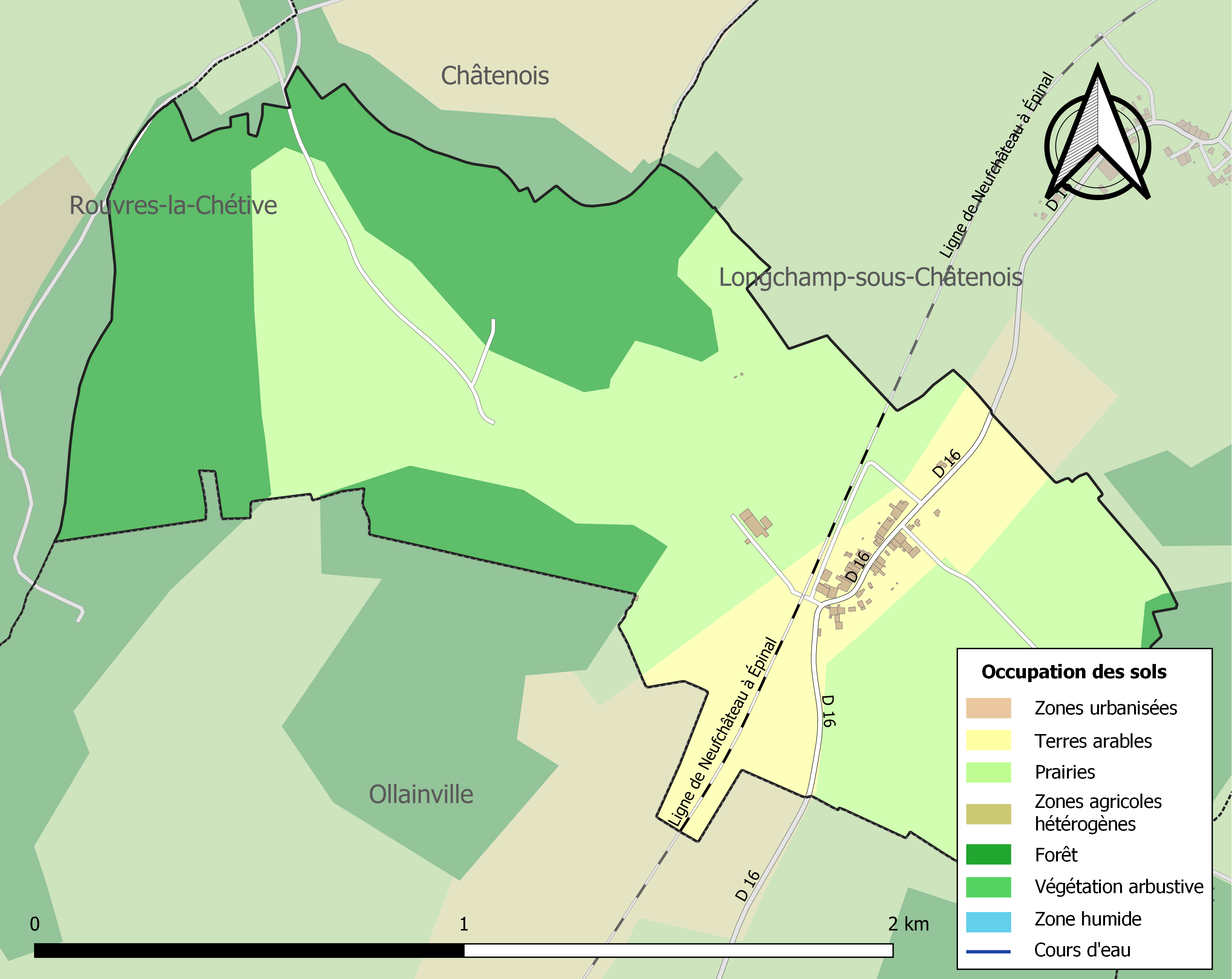
Carte des infrastructures et de l'occupation des sols de la commune en 2018 (CLC).

## Toponymie
Le nom de la localité est attesté sous les formes Darney aux Chasnes (1388) ; Darney au Chaisne (1465) ; Darney (avant 1466) ; Darney au Chesne (1540) ; Darney au Chasne (1562) ; Darney aux Chesnes (1594).

Voir Darney.

## Histoire
Le nom de la commune, Darney aux Chasne, est attesté dès 1388.
Darney appartenait au bailliage de Neufchâteau. Son église, dédiée à saint Èvre, relevait du diocèse de Toul, doyenné de Châtenois. Les dîmes étaient partagées entre le curé, les sires de Bassompierre, de Dommartin et les chapelains de Beaufremont.

## Politique et administration

### Liste des maires
| Période    | Période    | Identité         | Étiquette | Qualité |
| ---------- | ---------- | ---------------- | --------- | ------- |
| mars 1989  | avril 2014 | Didier Badoinot  |           |         |
| avril 2014 | 2020       | Pierrette Pairon |           |         |
| 2020       | En cours   | Gérard Dubois    |           |         |

## Démographie
L'évolution du nombre d'habitants est connue à travers les recensements de la population effectués dans la commune depuis 1793. Pour les communes de moins de 10 000 habitants, une enquête de recensement portant sur toute la population est réalisée tous les cinq ans, les populations de référence des années intermédiaires étant quant à elles estimées par interpolation ou extrapolation. Pour la commune, le premier recensement exhaustif entrant dans le cadre du nouveau dispositif a été réalisé en 2007.

En 2022, la commune comptait 62 habitants, en évolution de +1,64 % par rapport à 2016 (Vosges : −2,96 %, France hors Mayotte : +2,11 %).
| 1793 | 1800 | 1806 | 1821 | 1831 | 1836 | 1841 | 1846 | 1856 |
| ---- | ---- | ---- | ---- | ---- | ---- | ---- | ---- | ---- |
| 127  | 111  | 131  | 130  | 117  | 124  | 130  | 118  | 102  |

| 1861 | 1866 | 1876 | 1881 | 1886 | 1891 | 1896 | 1901 | 1906 |
| ---- | ---- | ---- | ---- | ---- | ---- | ---- | ---- | ---- |
| 122  | 117  | 108  | 99   | 94   | 85   | 73   | 74   | 83   |

| 1911 | 1921 | 1926 | 1931 | 1936 | 1946 | 1954 | 1962 | 1968 |
| ---- | ---- | ---- | ---- | ---- | ---- | ---- | ---- | ---- |
| 83   | 83   | 66   | 60   | 58   | 66   | 65   | 66   | 57   |

| 1975 | 1982 | 1990 | 1999 | 2006 | 2007 | 2012 | 2017 | 2022 |
| ---- | ---- | ---- | ---- | ---- | ---- | ---- | ---- | ---- |
| 56   | 51   | 55   | 48   | 66   | 69   | 59   | 63   | 62   |

## Culture locale et patrimoine

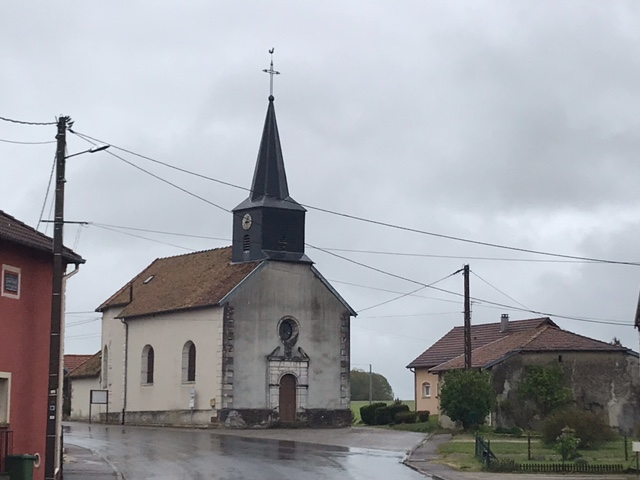
L'église Saint-Èvre.

### Lieux et monuments
- Église Saint-Èvre.